# Sinfonía n.º 5 (Sibelius)

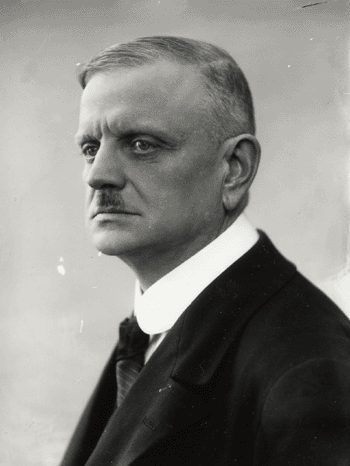
Sibelius en 1919.

La Sinfonía n.º 5 en mi bemol mayor, Op. 82 fue compuesta por Jean Sibelius entre 1915 y 1919.

## Historia

### Contexto
Durante la Primera Guerra Mundial los contactos de Sibelius con el mundo exterior eran escasos por la guerra y las presiones financieras le obligaron a producir un gran número de pequeñas piezas para editores finlandeses. Al mismo tiempo, planeaba un nuevo tipo de sinfonía. El compositor había estado pensando en su quinta sinfonía, al menos desde la primavera de 1912, mientras trabajaba en otras piezas. En el verano de 1914, justo después del estallido de la Primera Guerra Mundial, escribió que había tenido una idea para "un tema encantador". En otoño de 1914 escribió una profecía a su amigo Axel Carpelan: "Otra profundidad de miseria. Pero ya puedo vislumbrar la montaña a la que ascenderé (...) Dios está abriendo sus puertas por un momento, y su orquesta está tocando la quinta sinfonía."
Las notas del diario de Sibelius cuando trabajaba en la Sinfonía n.º 4 mostraban que su estado de ánimo era de determinación, mientras que las fases iniciales de la Sinfonía n.º 5 parecían estar llenas de éxtasis. El 10 de octubre de 1914 escribió:

«El sol de otoño brilla. La naturaleza se despide con sus colores. Mi corazón canta con tristeza: las sombras se alargan. ¿El Adagio de mi quinta sinfonía? Que yo, pobre de mí, pueda tener momentos de tanta riqueza!»

Y en noviembre el sentimiento se hizo aún más fuerte:

«Tengo un tema precioso. Un adagio para la sinfonía - tierra, gusanos y miseria, fortissimo y sordinos [sordinas], muchos sordinos. Y las melodías son divinas.»

### Composición
La composición de este opus se desarrolló entre 1915 y 1919, periodo en el que el maestro finlandés escribió tres versiones de esta sinfonía. El compositor recibió por parte del gobierno finlandés el encargo de escribir una sinfonía para celebrar su quincuagésimo cumpleaños, que fue declarado día de fiesta nacional en Finlandia.  
En una entrada de su diario que data de abril de 1915 Sibelius escribió:

«Por la tarde, trabajando en la sinfonía. Esta importante tarea que extrañamente me encanta. Como si Dios Padre hubiera arrojado piezas de un mosaico desde el suelo del cielo y me hubiera pedido que elaborara el patrón.»

Efectivamente, produjo un "mosaico" de borradores durante el otoño y el invierno de 1914. Pero, a partir de semejante conjunto de material, ¿podemos saber qué borrador pertenecía a qué movimiento, o incluso a qué obra?  Además de la sinfonía, el maestro finés planeaba un concierto para violín, que también discutió con la editorial Breitkopf & Härtel. Y este plan comenzó a convertirse en otra obra, la Sinfonía n.º 6. Los temas pasaban de un borrador a otro. Parte de los primeros borradores de la sexta sinfonía acabaron en la quinta sinfonía, y el segundo tema del Finale de la sexta sinfonía se encuentra por primera vez entre los borradores de la quinta sinfonía. El músico completó el encargo en 1915 pero revisó el material en 1916 y de nuevo en 1919.

### Estreno y revisiones
El estreno de la primera versión de la sinfonía se celebró el 8 de diciembre de 1915, el día del cumpleaños de Sibelius, en Helsinki con la interpretación de la Orquesta Filarmónica de Helsinki bajo la dirección del propio compositor. Esta primera versión se estructura en cuatro movimientos y es sorprendentemente más extensa que la versión definitiva. Sólo las partes para bajo de cuerda han sobrevivido a una revisión iniciada inmediatamente después del estreno. Aún insatisfecho, Sibelius la repensó y reelaboró durante dos años.   
La segunda versión se estrenó el 8 de diciembre de 1916 por la Orquesta de Turun Soitannollinen Seura en Turku. Ha sobrevivido sólo parcialmente.  
La tercera y última versión fue estrenada el 24 de noviembre de 1919 por el propio compositor junto con la Filarmónica de Helsinki. Es la más conocida e interpretada actualmente.

### Publicación
La primera publicación de la obra fue llevada a cabo por el editor Wilhelm Hansen en 1921 en Copenhague.

## Instrumentación
La partitura está escrita para una orquesta formada por:
- Viento madera: 2 flautas, 2 oboes, 2 clarinetes, 2 fagotes.
- Viento metal: 4 trompas, 3 trompetas, 3 trombones.
- Percusión: timbales.
- Cuerda: una sección de cuerdas con violines I y II, violas, violonchelos y contrabajos.

La orquestación es bastante austera con maderas dobles, metales sin tuba, timbales y cuerdas.

## Estructura y análisis
La sinfonía consta de tres movimientos:
- I. Tempo molto moderato – Allegro moderato (ma poco a poco stretto) – Vivace molto – Presto – Più Presto, en mi bemol mayor 12
8
- II. Andante mosso, quasi allegretto – Poco a poco stretto – Tranquillo – Poco a poco stretto – Ritenuto al tempo I, en sol mayor 3
2
- III. Allegro molto – Misterioso – Un pochettino largamente – Largamente assai – Un pochettino stretto, en mi bemol mayor 2
4

La interpretación de esta obra dura aproximadamente 30 minutos. La pieza llama la atención por estar dividida en tres movimientos, en vez de los usuales cuatro, y por la estructura propia de cada movimiento. Respecto al tempo la sinfonía es simétrica: el primer movimiento empieza con tempo lento pero termina con un rápido "scherzo". El segundo movimiento no es realmente ni lento ni rápido; forma un calmado "intermezzo". Por último, el tercer movimiento se inicia con un tempo rápido pero termina lento.

### I.Tempo molto moderato
El primer movimiento, Tempo molto moderato, está escrito en la tonalidad de mi bemol mayor, en compás de 12/8 y sigue la forma sonata. Lo que finalmente evolucionó en el primer movimiento es una estructura que comienza con la doble exposición de dos grupos temáticos, el segundo de ellos en sol mayor donde entran las cuerdas. El compositor no se limitó a replantear sus materiales básicos; su gama de atmósferas se extendió a un pasaje para fagotes marcado Lugubre. A través de una variedad de tonalidades llega a una larga sección de desarrollo, que se construye hacia la recapitulación donde el compás de 12/8, después de una lenta aceleración, cambia repentinamente a 3/4, mi bemol mayor modula a si mayor, y Allegro moderato se convierte en el nuevo tempo básico. Lo que sigue fue rescatado de un movimiento Scherzo separado en la versión de 1915, completo con Trío, pero uno que desemboca en la recapitulación tónica de los grupos temáticos uno y dos, seguido por una coda que se acelera a Presto.
Sibelius tenía la intención de dividir el primer movimiento en dos partes separadas, pero logró unirlas. Así, el movimiento se inicia con una llamada de las trompas que contiene gran parte del material musical de la obra. Aunque está escrito en forma sonata, no hay concordancia respecto a su análisis musical. Varios críticos han tenido opiniones distintas respecto a las divisiones formales del movimiento (ver Cecil Gray (1935), Gerald Abraham (1947), Simon Parmet (1955), Robert Layton (1965) y Hepokoski (1993)). Se suelen contrastar aspectos como la separación en dos movimientos, la existencia de dos exposiciones, cómo describir funcionalmente el scherzo y el trío, y la ubicación exacta del comienzo de la recapitulación y la coda.

### II.Andante mosso, quasi allegretto
El segundo movimiento, Andante mosso, quasi allegretto, está en sol mayor y en compás de 3/2. Estructuralmente es tan simple como complejo es el movimiento inicial, pero en absoluto simplista. Con invocaciones de las maderas, el aire del movimiento es dulce y alegre. Es una serena serie de variaciones sobre un tema cuyo ritmo consiste en dos grupos de cinco negras separados por un silencio de negra. Este "tema" lo tocan primero las violas y los violonchelos en pizzicato, tras un motivo para clarinetes, fagotes y trompas que vuelve como contramelodía. Sibelius crea "seis melodías" (denominación de Michael Steinberg), más o menos tranquilas en apariencia pero en el fondo misteriosas, incluso fugazmente turbulentas, con un pasaje translúcido (violines divididos en ocho partes) que desprende puro genio. Asimismo bajo la superficie hay una primera presentación por las cuerdas graves del tema proclamativo que dominará el Finale.

### III.Allegro molto
El tercer y último movimiento, Allegro molto, retoma la tonalidad inicial y el compás es 2/4. Arranca con una melodía rápida interpretada por las cuerdas en tremolando. Para algunos esta melodía es el primer tema de un rondó, mientras que otros insisten en que es una forma sonata, un zumbido que culmina en el heroico segundo tema para los dos pares de trompas, que tocan redondas en terceras. Este motivo balanceante en las trompas se dice que fue inspirado por el canto de los cisnes. Sobre este motivo Sibelius asigna a las flautas y cuerdas una de sus más famosas melodías. El ímpetu se mantiene mientras los dos temas siguen un curso complejo a través de varias tonalidades y disonancias masivas que sólo el tema de trompa, reasignado a las trompetas, puede finalmente cortar, como un machete a través del crecimiento de la jungla. Trombones y trompas se unen, hasta que Sibelius decreta el silencio, seguido de seis acordes que llevan su odisea a un puerto seguro y feliz.
Ambas melodías y el motivo son desarrolladas hasta que en la sección, el motivo regresa de forma majestuosa en la tonalidad principal. Se cierra con una de sus ideas más originales, seis acordes de la cadencia final separados por silencios.

## Recepción de la obra
La versión definitiva de este opus se ha convertido en la más popular de las siete sinfonías de Sibelius. Conforme a Roger Dettmer, es un triunfo del ingenio estructural y una validación de la música no programática cuando los lisztianos de todo pelaje -sobre todo Richard Strauss y Gustav Mahler- estaban deconstruyendo el arte "absoluto".

## Discografía selecta
La primera grabación fue llevada a cabo en 1932 por el director Robert Kajanus con la Sinfónica de Londres para el sello HMV bajo el auspicio de la Sociedad Sibelius. Desde entonces esta pieza ha sido objeto de numerosas grabaciones:
- 1932 – Robert Kajanus, Orquesta Sinfónica de Londres (HMV).

- 1969 – John Barbirolli, Orquesta Hallé de Mánchester (EMI Classics 5 67299 2; Set 5 discos: The Sibelius Edition).[11]
- 1965 – Herbert von Karajan, Orquesta Filarmónica de Berlín (DG 138 973 SLPM).
- 1966 – Lorin Maazel, Orquesta Filarmónica de Viena (Decca Classics 478 8541; Set 4 discos: The Seven Symphonies).[12]
- 1971 – Kurt Sanderling, Konzerthausorchester Berlin (Eterna 8 26 185).
- 1989 – Leonard Bernstein, Orquesta Filarmónica de Viena (DG 427 647-2).
- 1993 – Jukka-Pekka Saraste, Orquesta Sinfónica de la Radio Finlandesa (Finlandia; Warner Music 4509-99963-2; 3 discos).[13]
- 1996 – Paavo Berglund, Orquesta de Cámara de Europa (Finlandia 0630-17278-9).
- 1997 – Osmo Vänskä, Orquesta Sinfónica de Lahti (BIS CD-863).[14]
- 2022 – Klaus Mäkelä, Orquesta Filarmónica de Oslo (Decca Classics 485 2256; 4 discos).[15] Incluye Tapiola, todas las sinfonías y fragmentos de la Sinfonía n.º 8 'perdida'.